# ماستا وو
ماستا وو (بالكورية: 마스타 우 - عند الولادة: وو جِن وون (우진원) - ولد في 25 أكتوبر 1978) هو مغني راب من كوريا الجنوبية وكاتب أغانٍ ومنتج. اسمه المسرحي السابق هو غِنوون. ماستا وو شكل أيضاً ثنائياً في الهيب هوب باسم واي إم جي أي (YMGA).

## المهنة
كان وو مغنٍ خاصاً قبل أن يوقع مع واي جي إنترتينمنت. في 2003 أطلق ماستا ألبومه الأول بعنوان ماستا بيس، وألبومه الثاني براند وو يير في 2007. في 2014 كان وو أحد منتجي برنامج المواهب أرني المال في جزئه الثالث.
كتب ماستا العديد من الأغاني لزملائه مثل أغنية الثنائي هاي سوهيون للمغنية إي هاي إي مع فتيات فرقة 2 إن إي 1. بحلول أبريل 2015 كان ماستا وو قد سجل قرابة 74 أغنية له في رابطة كوريا لحقوق الموسيقى.

## ديسكوغرافي
- «كوم هير»، منفردة في 2014.
- «براند وو يير»، ألبوم في 2007.
- «ماستا بيس»، ألبوم في 2003.

### جدول الأغاني
| السنة | العنوان                            | مراكز الذروة   | المبيعات         |
| السنة | العنوان                            | كوريا الجنوبية | المبيعات         |
| ----- | ---------------------------------- | -------------- | ---------------- |
| 2014  | "كوم هير" ماستا وو (مع دوك2 وبوبي) | 8              | 169,275+ (رقمية) |
| 2007  | "لا تتوقف" مع جنو                  | 43             | 1,261 (سي دي)    |

## وصلات خارجية
- ماستا وو على موقع ميوزك برينز (الإنجليزية)
- ماستا وو على موقع ديسكوغز (الإنجليزية)

- الموقع الرسمي